# 페드라바데주

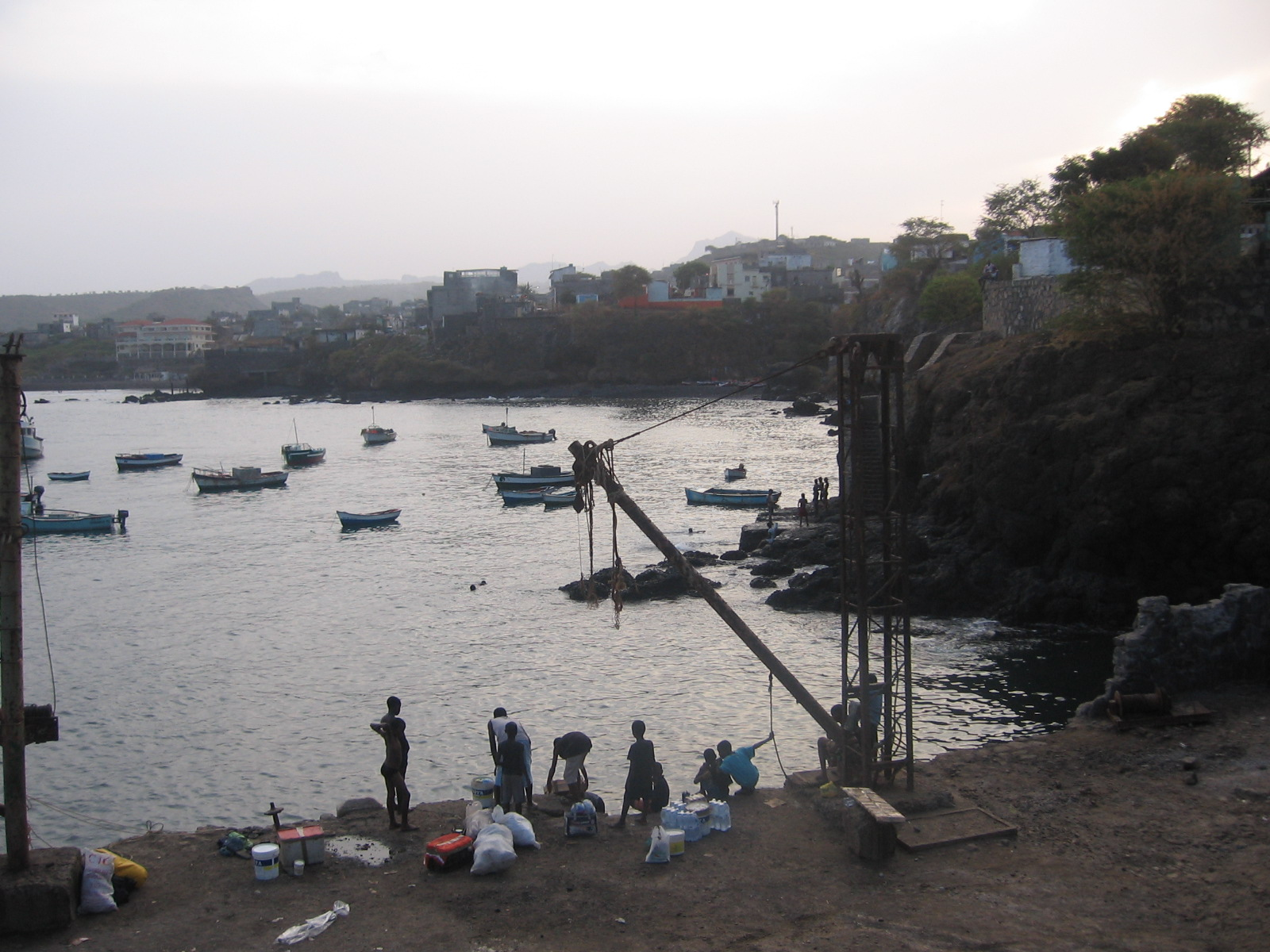
페드라바데주

페드라바데주(포르투갈어: Pedra Badejo)는 카보베르데 산티아구섬 동부 연안에 위치한 도시로 인구는 9,859명(2010년 기준)이다. 행정 구역상으로는 산타크루스시에 속한다. 카보베르데의 수도인 프라이아에서 북쪽으로 25km 정도 떨어진 곳에 위치한다.

## 자매 도시
- 포르투갈 아베이루
- 오스트리아 라이프니츠